# Тейлор, Тони (футболист, 1989)
Алеха́ндро Анто́нио «То́ни» Те́йлор (исп. и англ. Alejandro Antonio "Tony" Taylor, 13 июля 1989, Лонг-Бич, Калифорния, США) — панамо-американский футболист, нападающий. Выступал за сборную Панамы.

## Клубная карьера
В 2007—2008 годах Тейлор выступал за студенческие команды Южно-Флоридского и Джэксонвиллского университетов в NCAA.
Параллельно он играл за клуб четвёртого по уровню дивизиона «Сентрал Флорида Крейз», отличившись 10 раз за 7 игр в его составе.
В августе 2009 года Тейлор проходил просмотр в норвежском клубе «Старт», участвуя в предсезонных товарищеских матчах, а чуть позднее подписал договор с бразильской агентской компанией «Траффик Спортс».
В декабре 2009 года «Траффик Спортс» объявил о подписании Тейлора клубом «Эшторил-Прая» из подэлитного дивизиона чемпионата Португалии. Его дебют в лиге состоялся 18 апреля 2010 года в матче против «Панафиела», а первый гол за клуб он забил в следующем матче в ворота «Авеша». С августа по декабрь 2011 года Тейлор находился в аренде в лиссабонском «Атлетико». По окончании сезона 2012/13 его контракт с «Эшторилом» продлён не был.
Сезон 2013/14 он провёл в клубе чемпионата Кипра «Омония Никосия».
18 августа 2014 года Тейлор был подписан клубом MLS «Нью-Инглэнд Революшн». Его единственной игрой в составе «Ревс» стал матч против «Чивас США» 23 августа 2014 года, на 81-й минуте которого он заменил Чарли Дэвиса. По окончании сезона 2014 «Нью-Инглэнд Революшн» не продлил контракт с Тейлором.
10 декабря 2014 года на драфте расширения MLS Тейлор был выбран клубом «Нью-Йорк Сити». За ньюйоркцев Тони дебютировал 28 марта 2015 года в матче против «Спортинг Канзас-Сити». 19 апреля в матче против «Портленд Тимберс» Тейлор порвал переднюю крестообразную связку колена, из-за чего был вынужден завершить сезон 2015 досрочно. Первый гол за «Сити» он забил в ворота «Чикаго Файр» в первом туре сезона 2016 6 марта. По окончании сезона 2016 «Нью-Йорк Сити» не стал продлевать контракт с игроком.
31 января 2017 года Тейлор заключил договор с клубом португальской Примейры «Пасуш де Феррейра». По завершении сезона 2016/17 руководство португальского клуба решило не продлевать договор с игроком. За «Пасуш» Тони провёл на поле всего 33 минуты в двух матчах.
В июле 2017 года Тейлор проходил просмотр в клубе MLS «Орландо Сити», сыграв за «львов» в товарищеском матче против «Ривер Плейта».
28 июле 2017 года Тейлор был подписан клубом Североамериканской футбольной лиги «Джэксонвилл Армада». За свой новый клуб он дебютировал 5 августа в матче против «Пуэрто-Рико». Первый гол за «Джэксонвилл Армаду» он забил в ворота «Норт Каролины» в следующем матче 12 августа.
26 февраля 2018 года Тейлор подписал контракт с клубом USL «Оттава Фьюри». Его дебют за клуб из столицы Канады состоялся 18 марта в матче первого тура сезона 2018 против «Шарлотт Индепенденс». Счёт своим голам в «Оттава Фьюри» Тони открыл 21 июня в матче предварительной стадии Первенства Канады против любительской команды «Бленвиль». Свой первый гол в USL он забил 14 июля клубу «Пенн».
11 марта 2019 года Тейлор заключил с клубом чемпионата Венгрии «Пушкаш Академия» контракт сроком до 30 июня. За основной состав клуба сыграл один матч в Кубке Венгрии, сыграл три матча и забил один гол за второй состав клуба.
13 сентября 2019 года Тейлор присоединился к клубу Чемпионшипа ЮСЛ «Сан-Антонио» на оставшуюся часть сезона 2019. Дебютировал за «Сан-Антонио» на следующий день в матче против «ОКС Энерджи», выйдя на последние 14 минут.

## Международная карьера
Тейлор, чьи родители являются выходцами из Панамы, на молодёжном уровне выступал за различные сборные США.
В составе сборной США до 20 лет Тейлор принимал участие в молодёжном чемпионате мира 2009 года.
Также он в составе олимпийской сборной США участвовал в олимпийском квалификационном турнире КОНКАКАФ к Олимпиаде 2012.
26 сентября 2016 года Тейлор был вызван в сборную Панамы на товарищеский матч со сборной Мексики, но не попал в заявку на игру из-за административных проволочек, связанных с ФИФА. В конце октября 2016 года он был вновь вызван в панамскую сборную, на матчи отбора к чемпионату мира 2018 против сборных Гондураса 11 ноября и Мексики 15 ноября. Матч с Гондурасом Тейлор наблюдал со скамейки запасных, а в матче с Мексикой, выйдя на замену на 77-й минуте, дебютировал за национальную сборную Панамы.